# Ethan Katzberg
Ethan Katzberg (n. 5 aprilie 2002, Nanaimo, British Columbia, Canada) este un atlet ce a reprezentat Canada, medaliat olimpic. A participat la o ediție a Jocurilor Olimpice (2024) în care a câștigat o medalie de aur în proba aruncarea ciocanului.

## Palmares
| An   | Competiție                     | Locație            | Loc | Note    |
| ---- | ------------------------------ | ------------------ | --- | ------- |
| 2021 | Campionatul Mondial de Juniori | Nairobi, Kenya     | 12  | FR      |
| 2023 | Campionatul Mondial            | Budapesta, Ungaria | 1   | 81,25 m |
| 2023 | Jocurile Panamericane          | Santiago, Chile    | 1   | 80,96 m |
| 2024 | Jocurile Olimpice              | Paris, Franța      | 1   | 84,12 m |